# Похила площина

Сили, що діють на тіло на похилій площині

Похи́ла площина́ — площина, яка знаходиться під деяким кутом, до горизонтальної. Переріз похилої площини — прямокутний трикутник із гострим кутом {\displaystyle \theta }. Похила площина вважається одним із елементарних (простих) механізмів в механіці. Використовується для підйому вантажів з використанням меншої сили ніж при вертикальному переміщенні.

## Сили, які діють на тіло
Баланс сил, що діють на тіло на похилій площині зображено на малюнку сил, що діють на тіло на похилій площині. Сила тяжіння, направлена вертикально вниз, можна розкласти на дві складові: складову паралельну похилій площині, й складову, перпендикулярну похилій площині. Складова сили, яка перпендикулярна до похилої площини, урівноважується силою реакції N (згідно визначення вага — це сила з якою тіло тисне на опору під дією сили тяжіння), а та складова, що тягне тіло вниз вздовж площини дорівнює {\displaystyle mg\;\sin \theta }, де m — маса тіла, а g — прискорення вільного падіння. Оскільки {\displaystyle \sin \theta <1}, то для того, щоб урівноважити цю силу, потрібно прикласти силу меншу за mg, в умовах, коли воно лежить на горизонтальній опорі. Чим менший кут {\displaystyle \theta } — тим меншу потрібно прикладати силу. Ця сила урівноважується силою тертя f. Вага тіла направлена вертикально вниз і при зміні нахилу лишається незмінною
При русі тіла вгору, навіть у випадку, коли цей рух рівномірний, руху перешкоджає також сила тертя (не показана на рисунку), яку можна оцінити за формулою:
{\displaystyle f_{fr}=\mu N=\mu mg\;\cos \theta },
де {\displaystyle \mu } — коефіцієнт тертя. В цьому випадку для рівномірного руху тіла вгору необхідно прикласти силу:
{\displaystyle f=mg\;\sin \theta +\mu mg\;\cos \theta }.
Ця сила все ж менша за mg.
Щодо роботи, яку необхідно виконати для підйому тіла, то похила площина не дає жодного виграшу. Навпаки, частина затрачених зусиль йде на подолання сили тертя.

## Рівновага тіла на похилій площині
Якщо до тіла не прикладати жодної зовнішньої сили, то воно може залишатися на похилій площині в стані спокою, або скотитися вниз. Оскільки потенційний чи дійсний рух тіла в такому випадку спрямований вниз, то сила тертя діє проти паралельної до площини складової сили тяжіння. Умовою рівноваги стає вираз
{\displaystyle mg\;\sin \theta =\mu mg\;\cos \theta }
або, спрощуючи
{\displaystyle {\text{tg}}\;\theta =\mu \;}.
Якщо коефіцієнт тертя менший за тангенс кута {\displaystyle \theta }, то тіло зісковзуватиме вниз. Якщо більший, то тіло залишатиметься на похилій площині. Ця умова не залежить від маси тіла.

## Прискорення тіла, що скочується похилою площиною
Похилу площину можна використати для дослідження рівноприскореного руху. Рівнодійна сил, які діють на тіло на похилій площині, направлена паралельно площині і дорівнює, якщо знехтувати силами тертя,
{\displaystyle F=mg\sin \theta \,},
Тіло, що скочується з похилої площини матиме прискорення
{\displaystyle a=g\sin \theta ,}.
При врахуванні сил тертя
{\displaystyle a=g(\sin \theta -\mu \cos \theta ),}.
При малих кутах при основі похилої площини, це прискорення можна зробити малим, що дозволяє спостерігати, як тіло набирає швидкість, тобто які відрізки воно проходить за рівні проміжки часу. Такі дослідження провів Галілео Галілей, визначивши, що прискорення тіла не залежить від його маси.

## Похила площина в природі й техніці

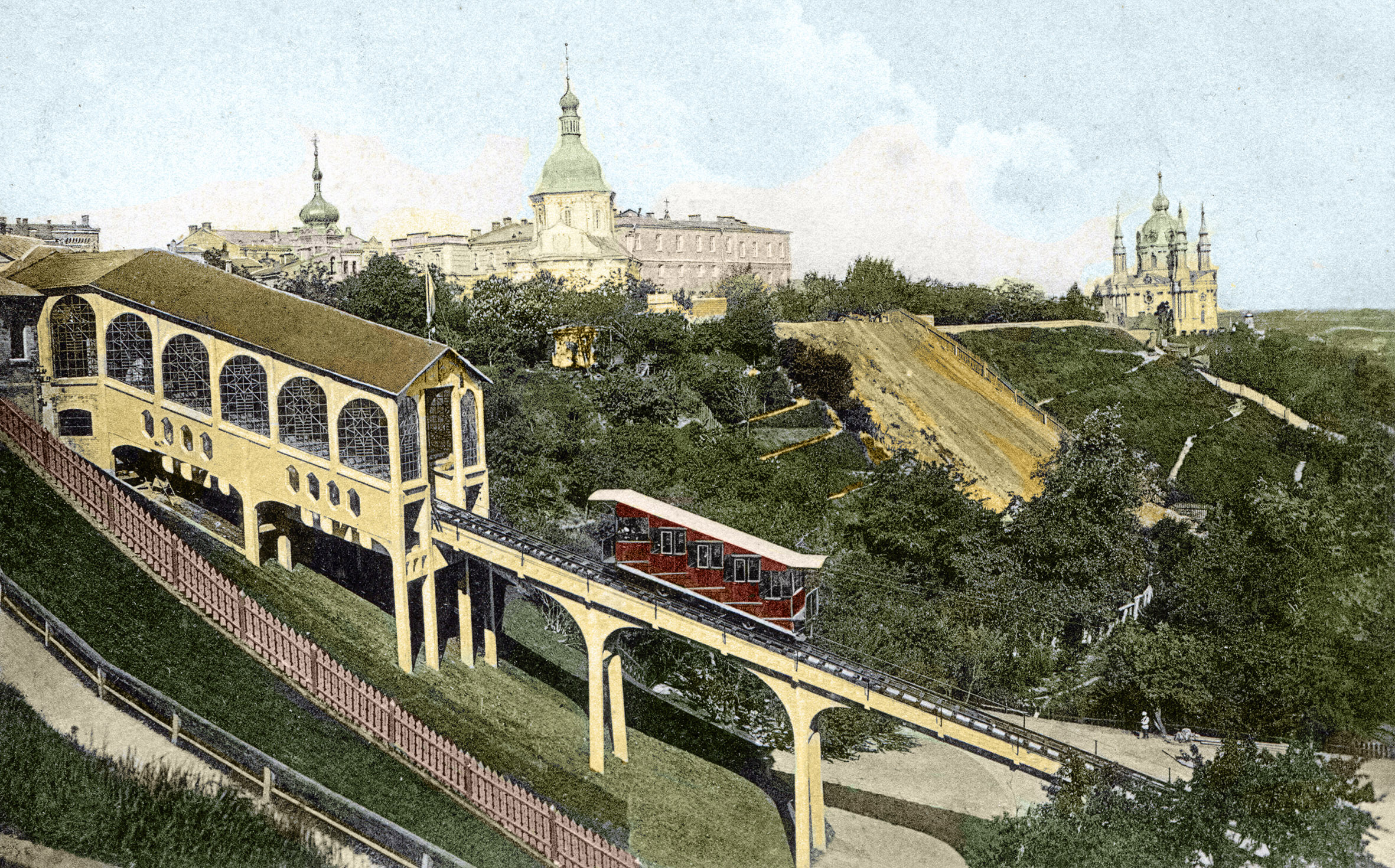
Київський фунікулер в 1910 році

Похилі площини часто зустрічаються в повсякденному житті. Наприклад, для підйому вантажів використовуються пандуси. Завдяки нахилу пандуса сила, необхідна для збільшення висоти менша, хоча шлях, який потрібно подолати, збільшується.
Менш очевидно те, що на принципі похилої площини ґрунтується дія інших простих механізмів: клину і гвинта. У випадку клину використовується похила площина з дуже гострим кутом. У випадку гвинта різь теж є викривленою похилою площиною.